# Revize a kontroly plynových zařízení

## Plynové zařízení
Podle zákona č. 458/2000 Sb., energetický zákon platí, že plynovým zařízením je "zařízení pro výrobu a úpravu plynu, zásobníky plynu, zásobníky zkapalněných plynů, plynojemy, plnírny, zkapalňovací, odpařovací, kompresní a regulační stanice, nízkotlaké, středotlaké, vysokotlaké a přímé plynovody, plynovodní přípojky, těžební plynovody, odběrná plynová zařízení, související technologická zařízení".
Provádění revizí a kontrol plynových zařízení bylo rámcově upraveno zákonem č. 174/1968 Sb.. Ten obsahoval do roku 1994 zmocňovaci ustanovení § 5 odst. 1 písm. d) pro Český úřad bezpečnosti práce k vydání předpisů k zajištění bezpečnosti práce a technických zařízení.  Toto zákonné zmocnění bylo zrušeno při novelizaci zákona č. 174/1968 Sb. zákonem č. 47/1994 Sb. ze dne 21.3.1994  (účinnost od 21.3.1994).
K provedení zákona č. 174/1968 vydal Český úřad bezpečnosti práce vyhláškau č. 85/1978 Sb.. "Vyhláška se vztahuje na organizace, které vyrábějí, montují, provozují, opravují, udržují plynová zařízení (dále jen "zařízení") nebo provádějí jejich revize." Revize zařízení jsou výchozí (§ 6) a provozní (§ 7); rozumí se jimi celkové posouzení zařízení, při kterém se prohlídkou, vyzkoušením, popřípadě i měřením zjišťuje provozní bezpečnost a spolehlivost zařízení nebo jeho částí a posoudí se i technická dokumentace a odborná způsobilost obsluhy. Kontrolou zařízení je posouzení, zda stav provozovaného zařízení odpovídá požadavkům bezpečnosti práce a technických zařízení a požadavkům požární ochrany.
K 1.7.2022 vstupuje v platnost Nařízení vlády č. 191/2022 Sb. o vyhrazených technických plynových zařízeních a požadavcích na zajištění jejich bezpečnosti. Po dlouhých 44 letech tak definitivně končí platnost vyhlášky č. 85/1978 Sb. a povinnosti v této oblasti tak nyní již nejsou stanoveny vyhláškou, ale Nařízení je vydáno na základě zmocnění ze zákona č. 250/2021 Sb., tedy Zákona o bezpečnosti práce v souvislosti s provozem vyhrazených technických zařízení a o změně souvisejících zákonů.

## Zákazník
V oboru plynárenství je zákazníkem, je podle Energetického zákona "fyzická či právnická osoba odebírající plyn odběrným plynovým zařízením, které je připojeno k přepravní nebo distribuční soustavě nebo k těžebnímu plynovodu, která odebraný plyn pouze spotřebovává nebo přeúčtovává";

## Povinnosti zákazníka
Zákazník je mj. povinen "udržovat odběrné plynové zařízení v takovém stavu, aby se nestalo příčinou ohrožení života, zdraví či majetku osob, a v případě zjištění závady tuto bez zbytečného odkladu odstranit,"

## Lhůty revizí
- výchozí revize – Provádí se vždy před uvedením nových plynových zařízení do provozu nebo po jejich rekonstrukci, zajišťuje dodavatelská organizace a zpravidla bývá součástí dodávky plynového zařízení. Pokud se revize nevykoná, jedná se o porušení zákona a může dojít nejen k ohrožení bezpečnosti, ale také k problémům s případným pojistným krytím.[1]
- Provozní revize – vykonává se v pravidelných intervalech 1x za 3 roky revizním technikem.

## Kdy se provádí provozní revize plynu?
- pokud bylo zařízení více než 6 měsíců mimo provoz
- skončením zkušebního provozu
- po provedené generální opravě, zásahu, který má vliv na bezpečnost či spolehlivost zařízení
- nucená přestávka provozu z důvodu provozní nehody nebo poruchy
- skončil-li zkušební provoz
- po provedené generální opravě, zásahu, který má vliv na bezpečnost či spolehlivost zařízení
- po nucené přestávce provozu z důvodu provozní nehody nebo poruchy